# Chiesa di San Guniforte (Casatisma)
La chiesa di San Guniforte è la parrocchiale di Casatisma, in provincia di Pavia e diocesi di Tortona; fa parte del vicariato di Casteggio.

## Storia

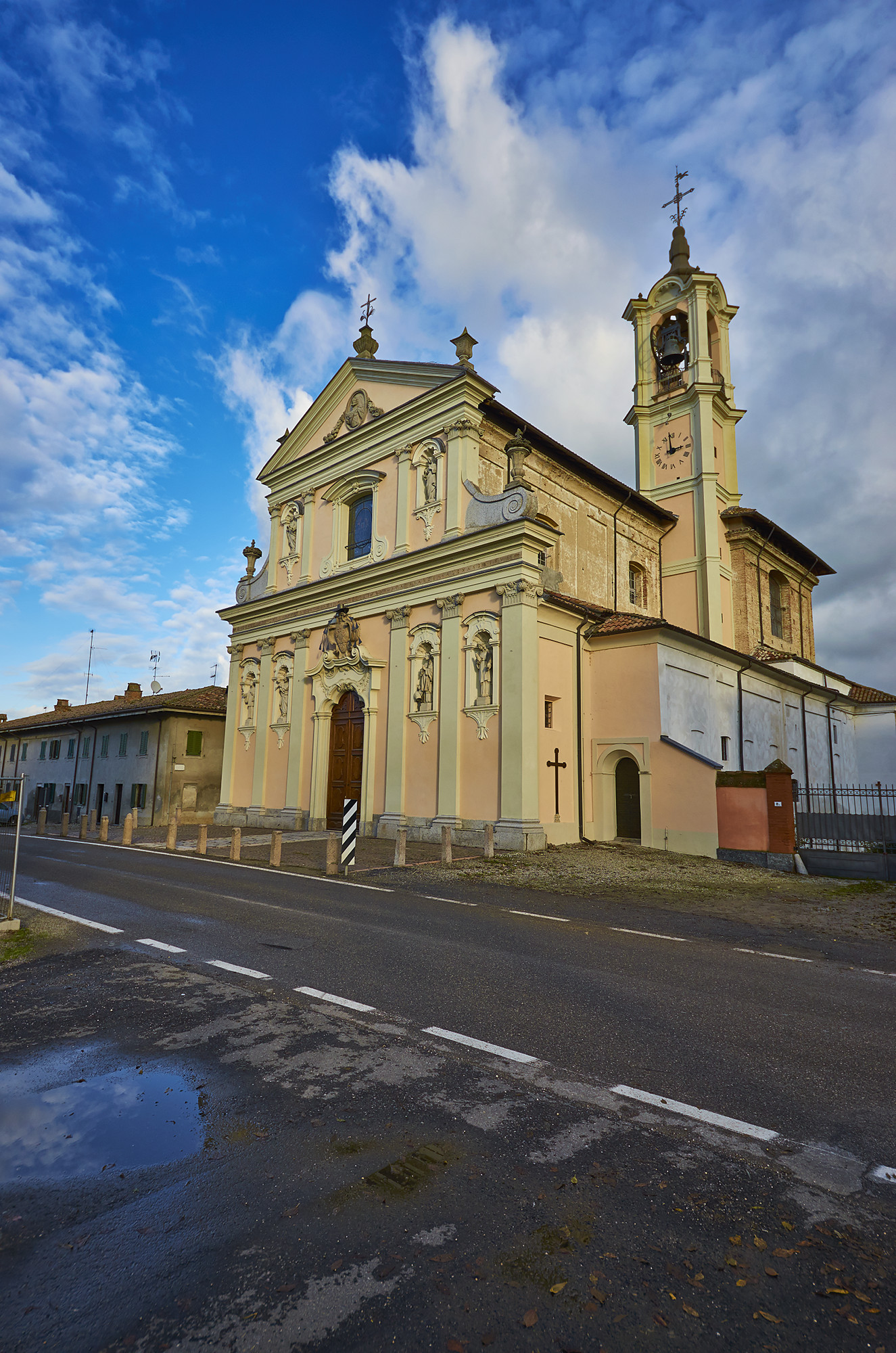
La chiesa ed il campanile

La prima citazione di una chiesa a Casatisma risale al 1573.
 La chiesa venne riedificata nel 1619 probabilmente su impulso della famiglia Mezzabarba.

Dalla relazione della visita pastorale del 1623 del vescovo di Piacenza Giovanni Linati s'apprende che i fedeli erano 500, che la parrocchia aveva un reddito annuo di ventidue sacchi di frumento, che nella chiesa aveva sede la confraternita del Santissimo Sacramento e che ricadeva nella giurisdizione della parrocchia pure l'oratorio di San Rocco. 
L'edificio attuale è frutto dell'ampliamento condotto intorno al 1760.
 Grazie agli scritti relativi alla visita pastorale del vescovo di Piacenza Pietro Cristiani del 1761 si conosce che la chiesa di Casatisma faceva parte del vicariato di Casteggio, che i fedeli erano 979 e che l'oratorio di San Rocco era sempre compreso in questa parrocchia. Tra il 1786 ed il 1793 vennero costruite le cappelle laterali.
Il 20 novembre del 1817 la chiesa passò dalla diocesi di Piacenza a quella di Tortona.
 Da un documento del 1820 si apprende che il numero di fedeli era salito a 1429, poi sceso a 1407 nel 1891.
 La facciata fu ristrutturata nel 1912 e nel 1958 rifatto il pavimento. Ulteriori restauri vennero condotti tra il 2006 ed il 2007 e tra il 2014 ed il 2017. 
Ogni quarta domenica di agosto la comunità parrocchiale festeggia il santo patrono.

## Descrizione

### Esterno
La facciata della chiesa è a salienti ed è divisa in due registri da una cornice marcapiano. L'ordine inferiore è diviso in cinque parti da sei paraste ioniche e presenta, oltre al portale, quattro nicchie con altrettante statue, quello superiore da due volute laterali, da sole quattro paraste che lo dividono in tre porzioni, da una finestra centrale e da due nicchie laterali; il timpano è caratterizzato da un medaglione raffigurante san Guniforte.

### Interno
L'interno della chiesa è a croce latina con due cappelle poste su ogni lato dell'aula, mentre il presbiterio è rialzato da un gradino e si presenta a sviluppo semicircolare. La navata ha la volta a botte con la cupola affrescata a copertura del catino absidale.